# Masataka Kubota
Masataka Kubota (窪田 正孝?, Kubota Masataka; Kanagawa, 6 agosto 1988) è un attore giapponese.

## Biografia
Ha interpretato Shōjirō Kokura in 13 assassini (2010) di Takashi Miike e Kuronaga nella serie di film d'azione cominciata con Gachi Max lo stesso anno. In televisione ha recitato in diversi dorama e ha interpretato Light Yagami nella serie live action di Death Note. Ha interpretato il protagonista Ken Kaneki nel film live action di Tokyo Ghoul (2017) e nel suo sequel Tokyo Ghoul S (2019). È stato anche protagonista de L'ultimo yakuza di Miike nel 2019, ottenendo una candidatura agli Asian Film Awards.

## Filmografia

### Cinema
- Boku no hatsukoi o kimi ni sasagu, regia di Takehiko Shinjō (2009)
- Kyōretsu! Mōretsu!! Kodai Shōjo Doguchan Matsuri Special Movie Edition, regia di Noboru Iguchi (2010)
- Gachi Max, regia di Motoki Takashi (2010)
- 13 assassini (Jūsannin no shikaku), regia di Takashi Miike (2010)
- Bokutachi wa sekai wo kaeru koto ga dekinai. But, we wanna build a school in Cambodia., regia di Kenta Fukasaku (2011)
- Hasami, regia di Fujirō Mitsuishi (2012)
- Rurouni Kenshin, regia di Keishi Ōtomo (2012)
- Fugainai boku wa sora o mita, regia di Yuki Tanada (2012)
- Suzuki-sensei, regia di Hayato Kawai (2013)
- Mememe no kurage, regia di Takashi Murakami (2013)
- Goddotan: Kisu gaman senshuken - The Movie, regia di Nobuyuki Sakuma (2013)
- Tobe! Dakota, regia di Seiji Aburatani (2013)
- Kanojo wa uso o aishisugiteru, regia di Norihiro Koizumi (2013)
- Dakishimetai: Shinjitsu no monogatari, regia di Akihiko Shiota (2014)
- Yamikin Ushijima-kun Part 2, regia di Masatoshi Yamaguchi (2014)
- Naniwa Sendō, regia di Sadaaki Haginiwa (2014)
- Aka to Shiro no Sōsa File - The Movie, regia di Tōya Satō (2015)
- April Fools, regia di Junichi Ishikawa (2015)
- Yokokuhan, regia di Yoshihiro Nakamura (2015)
- Romance, regia di Yuki Tanada (2015)
- 64: Part I, regia di Takahisa Zeze (2016)
- 64: Part II, regia di Takahisa Zeze (2016)
- Hero Mania: Seikatsu, regia di Keisuke Toyoshima (2016)
- Mars: Tada, kimi wo aishiteru, regia di Saiji Yakumo (2016)
- High&Low The Movie, regia di Shigeaki Kubo (2016)
- The Last Cop, regia di Ryōta Mochizuki (2017)
- Tokyo Ghoul - Il film (Tokyo Ghoul), regia di Kentarō Hagiwara (2017)
- High&Low The Movie 2 / End of Sky, regia di Shigeaki Kubo e Tsuyoshi Nakakuki (2017)
- High&Low The Movie 3 / Final Mission, regia di Shigeaki Kubo e Tsuyoshi Nakakuki (2018)
- Ken'en, regia di Keisuke Yoshida (2018)
- Gintama 2 okite wa yaburu tame ni koso aru, regia di Yūichi Fukuda (2018)
- L'ultimo yakuza (Hatsukoi), regia di Takashi Miike (2019)
- Tokyo Ghoul S, regia di Takuya Kawasaki e Kazuhiko Hiramaki (2019)
- Diner, regia di Mika Ninagawa (2019)
- Fancy, regia di Masaoki Hirota (2020)
- Rurouni Kenshin: The Beginning (Rurōni Kenshin: Saishūshō - The Beginning), regia di Keishi Ōtomo (2021)
- Rurouni Kenshin: The Final (Rurōni Kenshin: Saishūshō - The Final), regia di Keishi Ōtomo (2021)
- Kessen wa nichiyōbi, regia di Yūichirō Sakashita (2022)
- Radiation House, regia di Masayuki Suzuki (2022)
- My Broken Mariko, regia di Yuki Tanada (2022)
- Aru otoko, regia di Kei Ishikawa (2022)
- Cloud, regia di Kiyoshi Kurosawa (2024)

### Televisione
- Mop Girl – serie TV, episodio 1x07 (2007)
- Kētai sōsakan 7 – serie TV, episodio 1x17 (2008)
- Naniwa no hana: Ogata kōan jikenchō – serie TV, 9 episodi (2009)
- Mama wa mukashi papa datta – serie TV (2009)
- Xmas no kiseki – serie TV (2009)
- Kodai shōjo doguchan – serie TV, 12 episodi (2009)
- Joker: Yurusarezaru sōsakan – serie TV, episodio 1x04 (2010)
- Misaki Number One!! – serie TV, episodio 1x03 (2011)
- Koisuru nihongo – serie TV (2011)
- Karyū no utage – serie TV (2011)
- Q.P. – serie TV (2011)
- Nazotoki wa dinner no atode – serie TV, episodio 1x04 (2011)
- Legal High – serie TV, episodio 1x02 (2012)
- Sōmatō kabushikigaisha – miniserie TV (2012)
- Taira no Kiyomori – serie TV, 10 episodi (2012)
- Perfect Blue – miniserie TV (2012)
- Ōoku: Tanjō - Arikoto Iemitsu-hen – serie TV, 6 episodi (2012)
- Saikō no rikon – miniserie TV (2013)
- Limit – miniserie TV (2013)
- Summer Nude – serie TV, 11 episodi (2013)
- Sabishii Karyūdo, regia di Manabu Asō – film TV (2013)
- Keiji no manazashi – miniserie TV (2013)
- Kamen Teacher, regia di Ryo Nishimura e Kyōji Ohtsuka – film TV (2014)
- Aka to Shiro no Sōsa File – miniserie TV (2014)
- Hanako to Anne – serie TV, 59 episodi (2014)
- N no tameni – miniserie TV (2014)
- Algernon ni hanataba o – miniserie TV (2015)
- Eien no bokura, regia di Ryo Nishimura – film TV (2015)
- The Last Cop – miniserie TV (2015)
- Death Note – miniserie TV (2015)
- High&Low: The Story of S.W.O.R.D. – serie TV, 23 episodi (2015-2016)
- Rinshō hanzai gakusha himura hideo no suiri – miniserie TV (2016)
- Mars: Tada, kimi wo aishiteru – miniserie TV (2016)
- Rental kyûseishu  – serie TV, episodio 1x07 (2016)
- Hitoya no toge – miniserie TV (2017)
- 4-go Keibi – miniserie TV (2017)
- Ribāsu – miniserie TV (2017)
- Boku-tachi ga yarimashita – miniserie TV (2017)
- Unnatural – miniserie TV (2018)
- My Moochy Boyfriend – miniserie TV (2018)
- Eru – serial TV, 120 puntate (2019-2021)
- Radiation House – serie TV, 22 episodi (2019-2021)